# SK 게이밍
SK 게이밍(영어: SK Gaming)은 독일의 e스포츠 팀이다. 1997년 오버하우젠의 퀘이크 이용자들의 소모임으로 설립되었다. 《카운터 스트라이크》, 《리그 오브 레전드》, 《FIFA》, 《퀘이크 III》등의 PC게임과 XBOX 360용 콘솔 게임, 클래시로얄의 모바일게임에 이르기까지 다양한 게임에 걸쳐 전문 게이머와 팀을 보유하고 있다.
대한민국 이스포츠 선수로는 《스타크래프트 II》종목에 장민철이 소속되어 있었으며, 《워크래프트 III: 프로즌 스론》 종목에 황태민(Zacard), 장두섭(Who), 박준(Lyn), 김성식(Remind), 강서우(ReiGn) 등이 소속되어 있었으며, 《월드 오브 워크래프트》 종목에 장혁준, 장은, 박광록이 소속되어 있었다.

## 현재 선수 명단

### 리그 오브 레전드
- 콘스탄티노스 초르치유 "FORG1VEN"
- 사이먼 페인 "fredy122"
- 권용준 "Ocelote"
- 함푸스 마이어 "Fox"
- 크리스토프 세이츠 "nRated"
- 데니스 욘센 "Svenskeren"
- 최준식 “Pirean”

### 하스스톤
- 이정환 "RenieHouR"

## 주요 출신 선수
- 프레드릭 요한슨 ("MaDFroG", 워크래프트 III, 스타크래프트 II)
- 이윤열 ("NaDa", 스타크래프트 II)
- 장민철 ("MC", 스타크래프트 II)

## 주요 성적
워크래프트 III
- 2004 hello apm WEG - 우승